# Ruth Underwood
Ruth Underwood (született Ruth Komanoff) (1946. május 23. –) hivatásos zenész, xilofon-, marimba-, vibrafonjátékos és ütőhangszeres, legismertebb a Frank Zappával való 1968 és 1976 közötti együttműködéséről.

## A kezdetek
Underwood klasszikus zenei képzést kapott, részint az Ithaca College-ben tanult Warren Benson diákjaként, részint Juilliardban. 1967-ben a Garrick Színházban rendszeres látogatója volt Frank Zappa és a Mothers koncertjeinek, ezek a látogatások alakultak aztán munkakapcsolattá.
Azt hiszem én is egy tipikus merev, külvárosi ember voltam - de úgy látszik megérintett néhányunkat és ezért újra és újra és újra visszatértünk. Emlékszem, nagyon felzaklatott mikor a ténykedésüket végül befejezték a Garrick színházban és visszamentek Los Angelesbe. Úgy éreztem mintha a szív tűnt volna el New Yorkból, nekem meg vissza kellett térnem a megszokott a konzervetóriumi képzéshez, ami ezek után nagyon unalmasnak tűnt.
Ruth Komanoff és Ruth Underwood néven is szerepelt a The Hamilton Face Bandben dobosként 1969-ben, akikkel több lemezt is rögzített. 1970-ben házasodott össze a Mothers-béli zenésztársával, Ian Underwooddal.

## 1969-1974: Frank Zappával
Zappánál eleinte sessionzenészként szerepelt, először az Uncle Meat lemez felvételén, majd a 200 Motels filmben, a szimfonikus zenekar ütőseként. 1972 szeptemberében tagja volt a Grand Wazoo zenekarnak (a Petit Wazoonak nem), a turnécsapat állandó tagjává csak 1973 tavaszától vált.
A melodikus ütőhangszerek (marimba, vibrafon) ekkorra szerves részévé váltak Zappa zenéjének, és ebben nagy része volt a leglehetetlenebb tempójú és ritmikájú darabokat is virtuóz könnyedséggel eljátszani képes Underwoodnak (ld: a Helsinki koncert).
Frank az én kezeimre írta a zenét. Az én temperamentumomra, a neurózisomra, a humoromra komponált - Frank rám szabta ezeket a darabokat.. Nem vagyok zeneszerző, de mégis annak éreztem magam mikor Frank zenéjét játszottam.
Underwood több mint tíz Zappa/Mothers albumon hallható, virtuozitásának olyan felvételekben adja bizonyítékát, mint a Rollo Interior közjáték a St. Alfonzo's Pancake Breakfast-ben (Apostrophe (') album, 1973), de ugyancsak kiemelkedő közreműködései hallhatóak a Roxy & Elsewhere albumon, vagy a One Size Fits All (1975) nyitószámában, az Inca Roadsban.
Zappa együttesének 1974 decemberéig tagja, de az 1976 karácsonyi fellépésekre (és az azt követő utómunálatokra) átmenetileg ismét csatlakozik, ahogy az az In New York lemezen is hallható. Játéka néhány 1974 után megjelent lemezen is hallható (pl: Studio Tan, Sleep Dirt stb.), de ezek korábban, jellemzően ’74 körül készült felvételek.

## Más előadókkal
A hetvenes években néhány más zenésszel is dolgozott, közülük említésre érdemes Jasun Martz, az Ambrosia együttes és a dzsessz-billentyűs, szintén egykori Zappa-társ George Duke. Bizonytalan források szerint a nyolcvanas évek elején visszavonult az aktív zenéléstől, figyelmét azóta a családjának szenteli. Egy 1993-as interjúban ugyanakkor elmondta, hogy nem sokkal a halála előtt még találkozott egyszer Frank Zappával:
Pár évvel ezelőtt, mikor meghallottam hogy Frank beteg, felhívtam. Meghívott magához és volt néhány igazán szép találkozásunk. Múlt év júniusában ('93) felhívott és kérdezte hogy feljátszanék-e neki néhány dolgot. Megijedtem, mert '77 márciusa óta nem is volt ütő a kezemben. Aztán gyakoroltam 14 órát, összesen ennyi időt tudtam kiszakítani a mostani életemből. Négy napot töltöttem Franknél, hangmintákat csináltunk. Ez igazi csoda volt számomra - hogy újra vele játszhattam és hogy tudtam még neki adni valamit.

## Diszkográfia

### Frank Zappa lemezein
- Uncle Meat (The Mothers Of Invention, 1969)
- Fillmore East, June 1971 (The Mothers, 1971)
- 200 Motels (Frank Zappa, 1971)
- Over-Nite Sensation (Frank Zappa & The Mothers, 1973)
- Apostrophe (') (Frank Zappa, 1974)
- Roxy & Elsewhere (Frank Zappa & The Mothers, 1974)
- One Size Fits All (Frank Zappa & The Mothers of Invention, 1975)
- Zoot Allures (Zappa, 1976)
- Zappa in New York (Zappa, 1978)
- Studio Tan (Frank Zappa, 1979)
- Sleep Dirt (Frank Zappa, 1979)

- You Can’t Do That on Stage Anymore Vol. 1 (Zappa, 1988)
- You Can’t Do That on Stage Anymore Vol. 2 (Zappa, 1988)
- You Can’t Do That on Stage Anymore Vol. 3 (Zappa, 1989)
- You Can’t Do That on Stage Anymore Vol. 4 (Zappa, 1991)
- You Can’t Do That on Stage Anymore Vol. 6 (Zappa, 1992)
- The Lost Episodes (Frank Zappa, 1996)
- Läther (Frank Zappa, 1996)
- The Dub Room Special! (CD, Zappa Records, 2007)
- Wazoo (2 CD, Vaulternative, 2007)
- One Shot Deal (Zappa Records ZR 20006, 2008)

### Frank Zappa filmjeiben
- 200 Motels – 1971
- The Dub Room Special – 1982 – DVD-n megjelent 2005-ben.
- True Story Of 200 Motels – 1989

### Más előadók lemezein
- Hamilton Face Band – Ain't Got No Time (Dobok) 1970
- Ambrosia – Ambrosia (marimba) 1975
- George Duke – I Love The Blues, She Heard My Cry
- George Duke – Liberated Fantasies 1976
- Ambrosia – Somewhere I've Never Travelled  (marimba) 1976
- Alphonso Johnson – Yesterday's Dreams  (ütőhangszerek, hárfa, vibrafon, harangjáték) 1977
- Billy Cobham – Inner Conflicts  (marimba, xilofon) 1977
- Jasun Martz – Pillory (ütőhangszerek) 1978
- Eye To Eye – Eye To Eye  (ütőhangszerek) 1982
- Jefferson Airplane – Loves You (1992, 3 cd, Usa, Rca 07863 61110-2) – Incl. Would You Like A Snack (Zappa, Slick)
- Supernatural Fairy Tale – (ütőhangszerek, marimba) 1996
- Malcolm Mcnab – Exquisite – The Artistry Of Malcolm Mcnab (2006, Cd, Usa, Kinnell House Records 1001) – Incl. 'The Be-Bop Tango' (Frank Zappa)